# Ménétrier-Syndrom
Als Ménétrier-Syndrom (Syn.: Morbus Ménétrier, hypertrophische Gastropathie Ménétrier,  Ménétrier-Riesenfaltengastritis, nach Pierre E. Ménétrier, 1859–1935) bezeichnet man eine Erkrankung des Magens, bei der es zu einer erheblichen Vergrößerung der Schleimhautfalten (10–20 mm) und Verbreiterung des schleimbildenden Epithels kommt. Hierunter bilden sich die Haupt- und Belegzellen zurück. Dies führt zu einer Hypo- bis Anazidität: Es wird zu wenig oder gar keine Magensäure mehr gebildet. Die vermehrte Schleimproduktion führt zu einem Eiweißverlust. Das Ménétrier-Syndrom zählt zu den exsudativen Gastroenteropathien. Histologisch zeigt sich eine foveoläre Hyperplasie.
Die Ursache ist unbekannt. Möglicherweise ist eine Infektion mit Helicobacter pylori ein Faktor. Symptome sind Oberbauchbeschwerden, Übelkeit und Erbrechen, Diarrhoe (verursacht durch den hohen Eiweißgehalt des Darminhalts), Anämie sowie Ödeme (durch den enteralen Eiweißverlust). Eine maligne Entartung ist in etwa 10 % der Fälle möglich. Die Diagnosestellung erfolgt hauptsächlich durch eine Ösophago-Gastro-Duodenoskopie (ÖGD) mit Biopsien. Eine geringere Rolle spielen die Magen-Darm-Passage (MDP), Endosonographie, ein Gordon-Test und Labor-Befunde (Proteine, Elektrophorese, Hb). Dem Syndrom ähnliche Symptome wurden in Mäusen gefunden, deren Histamin-H2-Rezeptor ausgeschaltet war.
Die Diagnose ist im Einzelfall bereits im Ultraschall zu stellen, erfolgt aber durch die Magenspiegelung.
Die Behandlung erfolgt symptomatisch und durch eventuelle HP-Eradikation. Aufgrund des Entartungsrisikos erfolgen regelmäßige Kontrollgastroskopien.

### Hochschulschriften
- Georg Kosok: Der Morbus Ménétrier: eine epidemiologische, klinische und pathologische Studie. 1990, DNB 901542164 (Dissertation Universität Münster 1990, 141 Blätter mit Illustrationen und  graphischen Darstellungen, 30 cm).